# エリック・ダイアー
エリック・ダイアー（Eric Jeremy Edgar Dier, 1994年1月15日 - ）は、イングランド・チェルトナム出身のサッカー選手。イングランド代表。リーグ・アン・ASモナコ所属。ポジションはミッドフィルダー、ディフェンダー。

## 幼少期
7歳の時、母親がポルトガルで開催されたユーロ2004関連の仕事を得たため家族でポルトガルへ移住。2010年には両親ともイングランドへ帰国したが、ダイアーはスポルティングCPのアカデミーでプレーする為に残った。このためダイアーはイングランド生まれではあるが、プレミアリーグではホームグロウン枠外での登録となっている。

## クラブ経歴

### トッテナム ・ホットスパー
2014年8月2日、トッテナム・ホットスパーFCと5年契約を締結した。移籍金は400万ポンド。トッテナムでのリーグデビュー戦は8月16日に行われたアウェイでのウェストハム・ユナイテッドFC戦で、後半ロスタイムに試合唯一の得点を記録した、8日後のトッテナムのホームスタジアム、ホワイト・ハート・レーンでのデビューとなったクイーンズ・パーク・レンジャーズFC戦でもコーナーキックからヘディングによるゴールを決めた。
2015年9月9日、トッテナム・ホットスパーFCとの契約を2020年まで延長したことをクラブ公式HP上で発表した。2016-17シーズンからは同じポジションのビクター・ワニアマの加入もあり、センターバックとして主にプレーしていた。2017年4月1日のバーンリーFC戦にてシーズン初ゴールを記録した。
2018年12月に盲腸になり手術を受け、年明けまで離脱した。その後も細かな怪我を繰り返し、2018-19シーズンのチャンピオンズリーグ決勝、リヴァプールとの対戦では、74分から途中出場したが、試合は0-2で敗れた。2019年7月にはメディカルチェックに問題があってプレシーズンツアーに帯同できなかった。2019-20シーズン途中の11月に新監督として就任したジョゼ・モウリーニョの元では守備的MFとして一定の出場機会を確保し、後半戦からはCBにコンバートされた。FAカップ5回戦のノリッジ・シティ戦では試合中に観客が自身の家族を侮辱したことを知り、試合終了直後に観客席に乗り込み口論に及び、4試合の出場停止処分を受けた。
2020年7月21日、トッテナム・ホットスパーFCと2024年までの新契約を締結したことがクラブ公式HP上で発表された。
2020-21シーズンには当初からCBとして出場した。9月27日、リーグ第3節ニューカッスル戦にて試合終了間際に不運な形ではあるもののPKを献上し、1-1で引き分けた。9月29日、カラバオ・カップ4回戦チェルシー戦にて後半にトイレに行くためにピッチを離れ監督のジョゼ・モウリーニョが呼び戻しに行くと言う事態が起きたものの、チームはPK戦の末チェルシーを下し、本人はこの試合でマンオブザマッチを受賞した。
2021-22シーズン、2021年12月、サウサンプトン戦で、トッテナムでの公式戦300試合出場を果たした。

### バイエルン・ミュンヘン
2023-24シーズン、アンジェ・ポステコグルーが監督に就任すると殆ど起用されなくなり、2024年1月11日、FCバイエルン・ミュンヘンへのレンタル移籍が発表された。契約は2024年6月30日までの半年間で1年の延長オプション付き。契約時の条項に盛り込まれていた、一定数の試合出場をしたことにより、1年間の契約延長がされることとなった。怪我人多発、他のCB陣の低パフォーマンスから出番を得て、本人自身のハイパフォーマンスによりレギュラーを奪取し、チームのチャンピオンズリーグベスト4入りに大きく貢献した。

## 代表経歴

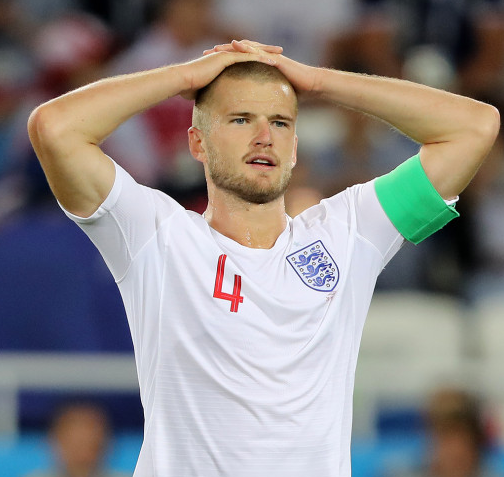
イングランド代表でのダイアー（2018年）

2015年11月、スペイン代表とフランス代表との国際親善試合で初めてイングランド代表に選ばれ、フランス代表戦で初の先発出場を果たした。2016年3月26日に行われたドイツ代表との国際親善試合において代表初ゴールを決め、同年6月11日に行われたUEFA EURO 2016グループリーグ初戦のロシア代表戦では直接FKからゴールを決めた。スロバキア代表との首位攻防となった2018 FIFAワールドカップ・ヨーロッパ予選では貴重な同点ゴールを決め、イングランド代表の予選首位死守を助けた。11月10日のブラジルとの親善試合ではA代表で初のキャプテンを務めた。
2018 FIFAワールドカップではグループリーグ第3戦のベルギー戦で欠場のハリー・ケインに代わりキャプテンとしてプレー。決勝トーナメント・ラウンド16のコロンビア戦では、PK戦で最後のPKを成功させ、ベスト8進出に貢献した。
2018年10月のスペイン代表戦でセルヒオ・ラモス相手に強烈なタックルを仕掛け、昨シーズンのUEFAチャンピオンズリーグ決勝でラモスと遺恨があったリヴァプールFCサポーターから絶賛された。2021年3月以降は代表から遠ざかり、6月のユーロ2020を戦うメンバーから落選したが、2022年のUEFAネーションズリーグで代表に約1年半振りに複帰、その2試合で良いプレーを見せたことにより、ワールドカップカタール大会のメンバーに選出された。大会では2試合に途中出場した。

## 人物・エピソード
- ジョゼ・モウリーニョ監督の就任2戦目となるオリンピアコス戦にて、2点を先取された前半29分という異例の早さでベンチに下げられたことが注目を集めた。結果的にはその後チームは4点を奪い逆転勝利を収めている[26][27]。

## 個人成績
| クラブ                 | シーズン | リーグ         | リーグ戦 | リーグ戦 | カップ戦 | カップ戦 | リーグ杯 | リーグ杯 | 国際大会 | 国際大会 | その他 | その他 | 合計 | 合計 |
| クラブ                 | シーズン | リーグ         | 出場     | 得点     | 出場     | 得点     | 出場     | 得点     | 出場     | 得点     | 出場   | 得点   | 出場 | 得点 |
| ---------------------- | -------- | -------------- | -------- | -------- | -------- | -------- | -------- | -------- | -------- | -------- | ------ | ------ | ---- | ---- |
| スポルティング         | 2012-13  | プリメイラ     | 14       | 1        | 0        | 0        | 1        | 0        | 0        | 0        | 0      | 0      | 55   | 1    |
| スポルティング         | 2013-14  | プリメイラ     | 13       | 0        | 0        | 0        | 3        | 0        | -        | -        | 0      | 0      | 57   | 0    |
| スポルティング         | 通算     | 通算           | 27       | 1        | 0        | 0        | 4        | 0        | 0        | 0        | 0      | 0      | 112  | 1    |
| トッテナム             | 2014-15  | プレミアリーグ | 28       | 2        | 1        | 0        | 3        | 0        | 4        | 0        | 0      | 0      | 36   | 2    |
| トッテナム             | 2015-16  | プレミアリーグ | 37       | 3        | 4        | 1        | 1        | 0        | 9        | 0        | 0      | 0      | 51   | 4    |
| トッテナム             | 2016-17  | プレミアリーグ | 36       | 2        | 4        | 0        | 1        | 0        | 7        | 0        | 0      | 0      | 48   | 2    |
| トッテナム             | 2017-18  | プレミアリーグ | 34       | 0        | 4        | 0        | 2        | 0        | 7        | 0        | 0      | 0      | 47   | 0    |
| トッテナム             | 2018-19  | プレミアリーグ | 20       | 3        | 1        | 0        | 1        | 0        | 6        | 0        | 0      | 0      | 28   | 3    |
| トッテナム             | 2019-20  | プレミアリーグ | 19       | 0        | 5        | 0        | 1        | 0        | 5        | 0        | 0      | 0      | 30   | 0    |
| トッテナム             | 2020-21  | プレミアリーグ | 28       | 0        | 0        | 0        | 4        | 0        | 7        | 0        | 0      | 0      | 39   | 0    |
| トッテナム             | 2021-22  | プレミアリーグ | 35       | 0        | 1        | 0        | 1        | 0        | 3        | 0        | 0      | 0      | 40   | 0    |
| トッテナム             | 2022-23  | プレミアリーグ | 33       | 2        | 1        | 0        | 1        | 0        | 7        | 0        | 0      | 0      | 42   | 2    |
| トッテナム             | 2023-24  | プレミアリーグ | 4        | 0        | 0        | 0        | 0        | 0        | -        | -        | 0      | 0      | 4    | 0    |
| トッテナム             | 通算     | 通算           | 274      | 12       | 21       | 1        | 15       | 0        | 55       | 0        | 0      | 0      | 365  | 13   |
| バイエルン・ミュンヘン | 2023-24  | ブンデスリーガ | 15       | 0        | -        | -        | -        | -        | 5        | 0        | 0      | 0      | 20   | 0    |
| バイエルン・ミュンヘン | 2024-25  | ブンデスリーガ |          |          |          |          |          |          |          |          |        |        |      |      |
| バイエルン・ミュンヘン | 通算     | 通算           | 20       | 0        | 0        | 0        | 0        | 0        | 5        | 0        | 0      | 0      | 25   | 0    |
| 総通算                 | 総通算   | 総通算         | 333      | 15       | 21       | 1        | 19       | 0        | 65       | 0        | 0      | 0      | 433  | 16   |

| クラブ          | シーズン | リーグ     | リーグ戦 | リーグ戦 | 合計 | 合計 |
| クラブ          | シーズン | リーグ     | 出場     | 得点     | 出場 | 得点 |
| --------------- | -------- | ---------- | -------- | -------- | ---- | ---- |
| スポルディングB | 2012-13  | リーガプロ | 7        | 2        | 7    | 2    |
| スポルディングB | 2013-14  | リーガプロ | 9        | 0        | 9    | 0    |
| 総通算          | 総通算   | 総通算     | 16       | 2        | 16   | 2    |

## 代表

### 出場大会
- U-19イングランド代表
  - 2012年 - UEFA U-19欧州選手権（ベスト4）
- U-21イングランド代表
  - 2015年 - UEFA U-21欧州選手権（グループリーグ敗退）
- イングランド代表
  - 2016年 - UEFA EURO 2016（ベスト16）
  - 2018年 - 2018 FIFAワールドカップ（4位）
  - 2018年 - UEFAネーションズリーグ2018-19
  - 2022年 - 2022 FIFAワールドカップ (ベスト8)

### 試合数
- 国際Aマッチ 49試合 3得点（2015年-2022年）[28]

| イングランド代表 | 国際Aマッチ | 国際Aマッチ |
| 年               | 出場        | 得点        |
| ---------------- | ----------- | ----------- |
| 2015             | 2           | 0           |
| 2016             | 13          | 2           |
| 2017             | 8           | 1           |
| 2018             | 15          | 0           |
| 2019             | 2           | 0           |
| 2020             | 5           | 0           |
| 2022             | 4           | 0           |
| 通算             | 49          | 3           |

### 代表での得点
| # | 開催日        | 開催地                                       | 対戦国     | スコア | 結果 | 大会                                    |
| - | ------------- | -------------------------------------------- | ---------- | ------ | ---- | --------------------------------------- |
| 1 | 2016年3月26日 | ベルリン、ベルリン・オリンピアシュタディオン | ドイツ     | 3–2    | 3–2  | 親善試合                                |
| 2 | 2016年6月11日 | マルセイユ、スタッド・ヴェロドローム         | ロシア     | 1–0    | 1–1  | UEFA EURO 2016                          |
| 3 | 2017年9月4日  | ロンドン、ウェンブリー・スタジアム           | スロバキア | 1–1    | 2–1  | 2018 FIFAワールドカップ・ヨーロッパ予選 |